# WFDF
WFDF (910 kHz), que se autodenomina 910 AM Superstation, é uma estação de rádio formatada para talk radio licenciada para Farmington Hills, Michigan, servindo a região metropolitana de Detroit. A estação pertence e é operada por Kevin Adell e oferece esportes, notícias de entretenimento, atualizações de notícias, notícias da comunidade local, podcasts online e conteúdo de transmissão ao vivo de uma perspectiva de Detroit. A emissora transmite em HD, e desde 2017 transmite seu programa no Facebook com cobertura de notícias em vídeo ao vivo. A WFDF também é transmitida em um subcanal da WADL.